# Β (お笑い芸人)
β（ベータ、1983年3月11日 - ）は、日本のお笑いタレント。
東京都出身。血液型B型。公称サイズは身長168cm、B81cm、W63cm、H85cm。

## 略歴・人物
小劇場で何回か共演したのをきっかけに、まどかとのコンビ「エセ姉妹」を2005年7月7日に結成。この当時は最初、ホリプロに「お笑いジェンヌ」のメンバーとして所属。エセ姉妹時代に、企画・主催したライブ『エセ姉妹のやっぱりおしゃべりが好き』を、また「大都会」というコンビと2組での合同自主企画ライブ『大都会姉妹のディナーショー』をそれぞれ行う。
後にフリーとなり、2008年1月からWAHAHA本舗内セクションのWAHAHA商店に所属。WAHAHA商店所属後にコンビ名を「βMW.c」に改名。このコンビ名の由来は「（β）ベータと（M）まどかの（W）ウーマン（c）カンパニー」の略からとしている。βMW.cは、まどかの結婚、妊娠による活動停止・WAHAHA商店退団により2008年末で解散、以後はβがピン芸人として活動。
2010年1月からは、ナッキィとのユニット『おばカマ』での活動もしている。

## 芸風
オカマであるそのキャラクターを出して、主に漫談を行っている。「性のスクランブル交差点、βです」というあいさつがあり、ネタに入る前に「私の（ネタのジャンル）は雑談」と前置きしている。ブリッジや決め台詞には「オカマいなく!」があり、また、ありきたり（いわゆるベタ）なネタを出した後に自分の芸名とかけて「ベータベタ!」と言ったことがある。

## 出演

### テレビ
- 欽ちゃん&香取慎吾の全日本仮装大賞（日本テレビ）- 出場者として
- THE M（日本テレビ）
- キャラ☆キング（テレビ朝日制作、テレ朝チャンネル・独立UHF局各局他）- βMW.c時代、『黒TSUBAKI』のキャラクターで出演
- ワハハ本舗の地球で1番おもしろいTV（テレ朝チャンネル）
- 大進撃放送BONZO!（TOKYO MX）
- 食の軍師（2015年5月20日、TOKYO MX） - 女装の男 役

### プロモーションビデオ
- 坂詰美紗子『恋の誕生日』